# Новобанський потік
Новобанський потік (словац. Novobanský potok) — річка в Словаччині; права притока Грону довжиною 10.2 км. Протікає в окрузі Жарновиця.
Витікає в масиві Погронський Іновець на висоті 610 метрів. Протікає територією міста Нова Баня.
Впадає в Грон на висоті 193 метри.